# 中大見村
中大見村（なかおおみむら）は静岡県の東部、賀茂郡・田方郡に属していた村。現在の伊豆市東部、大見川中流域にあたる。

## 地理
- 河川：大見川
- 滝：万城の滝
- 山：丸野山、岩山
- 峠：冷川峠

## 歴史
- 1889年（明治22年）4月1日 - 町村制の施行により、宮上村、八幡村、梅木村、柳瀬村、城村、冷川村、徳永村が合併して賀茂郡中大見村が発足。
- 1896年（明治29年）4月1日 - 郡制の施行により、所属郡が田方郡に変更。
- 1930年（昭和5年）10月26日 - 北伊豆地震の発生により倒壊家屋7戸、死者7人[1]。
- 1958年（昭和33年）1月1日 - 下大見村・上大見村と合併して中伊豆町が発足。同日中大見村廃止。